# 大王具足蟲
大王具足蟲（學名：Bathynomus giganteus其种加词“Giganteus”意为“巨大的”。；或稱巨型深水蝨、巨型深水虱、巨型深海大蝨、巨型等足蟲、深海水曱甴、深水穿山甲）是大王具足蟲屬的一個種，棲息在西大西洋的墨西哥灣和加勒比海310至2140公尺深海裡。
法國動物學家阿爾馮斯·米爾恩-愛德華茲是首先描述此物種的人。他於1879年在墨西哥灣捕獲一隻大王具足蟲的雄性幼蟲。該消息震撼當時的科學界和社會大眾，因為其时只有少數科學家支持如查尔斯·威维尔·汤姆森提出的「深海有生命論」的觀點。1891年首次捕獲到大王具足蟲的雌性幼蟲。

## 身體特徵
成年大王具足蟲的體長可達19—37厘米。這樣的巨大體型在节肢動物中是很少見的，其他的一些等足類動物大多只有1—5厘米。身體是腹—背壓扁的，由堅硬的鱗片狀鈣質外骨組成。在這種情況下，鱗片在上與頭部、在下與尾部都是合為一體的。
大王具足蟲有近4,000個平面小眼組合而成的複眼。無柄的複眼在頭部相互保持一定的距離。此外，大王具足蟲还有兩對觸鬚。
大王具足蟲有七對關節肢，第一對關節肢進化成顎足，可以把食物送到四套顎處。腹部有5塊被稱作pleonites的鱗片，每塊鱗片都有1對雙肢型附肢，作用是能夠在水中行動。帶有呼吸構造的扁平腹肢起著鰓的作用。
大王具足蟲一般為淡紫色。有声称捕获76厘米的个体，但可确定的记录最大为50厘米。

## 生態地位

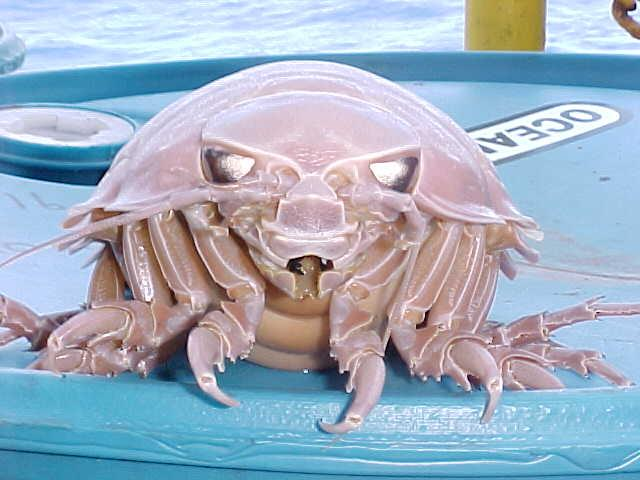
大王具足蟲的正面

大王具足蟲可棲息於170米至2,140米深、昏暗無光、攝氏4度的海域，80%生活在365—730米的深度。牠們一般在滋泥或黏土層中獨自生活。
大王具足蟲在大多數情況下表現為肉食性動物，主要食用海洋生物的屍體，如鯨魚、魷魚等海洋動物。此外，它們也會主動獵食一些行動緩慢的海洋生物，如海參、海綿、線蟲、放射蟲等海底動植物。有時會捕食魚類、攻擊捕魚網等。牠們可以忍受長期的飢餓，如饲养于日本三重縣鳥羽水族館的大王具足蟲在绝食5年43天後才死亡。
1990年，東澳大利亞海洋食腐動物探索計劃（Scavengers of East Australian Seas expedition, SEAS）開始研究澳大利亞東海岸的甲殼綱動物。他們發現深海巨大現象，即海底越深動物越少，但物種個體越大。在澳大利亞的深海水域發現的大王具足蟲的體型可以與在墨西哥或印度發現的相比擬。

## 繁殖方式
大王具足蟲的季節性繁殖主要發生在春季和冬季，這應該是因為夏天的食物短缺所致。成年母體在性活躍期會長出一個育幼袋。大王具足蟲的卵是所有無脊椎動物的卵中最大的。蟲卵都被安置在育幼袋中度過孵化期。如果一個正在孵卵的母體大量進食，可能會導致身體膨脹從而使得蟲卵被擠出育幼袋。
本种的繁殖系统与其它等足目相似，虽然体型远比其它同类大，但其育幼袋里的卵却只有与其它同类相同的数目，因此其卵的大小是随着其体型同比率放大。
當大王具足蟲從育幼袋中出來的時候，牠們就已經是成蟲的微型版了。它們不再屬於幼蟲階段，除了一對胸部附器外，其他部位都已充分發育。

## 料理
因為大王具足蟲難被捕獲且沒市場銷路，所以商業捕魚業對牠沒有很大興趣，即使如此，香港西貢的餐廳和日本的一些水族館仍有大王具足蟲的料理；雖然在日本常被拿來吃的其實是大具足蟲。牠的肉質比較像螃蟹和龍蝦。2023年5月，一家台灣拉麵店推出大王具足蟲拉麵，引起一波風潮。但實際上推論東沙群島捕獲物種應為詹姆斯具足蟲，而非大王具足蟲。

## 註解
1. ↑  其种加词“Giganteus”意为“巨大的”。

## 外部連結
- Gulf of Mexico 2002 Exploration: October 13 Log（页面存档备份，存于） NOAA，Ocean Explorer
- Ocean Explorer (www.oceanexplorer.noaa.gov)（页面存档备份，存于） Ocean Exploration的外部延伸網站
- NOAA, Ocean Explorer History（页面存档备份，存于）
- NOAA, Ocean Explorer Gallery（页面存档备份，存于） 大量圖片、影像和播客（页面存档备份，存于）
- NOAA's Office of Ocean Exploration
- NOAA, Ocean Explorer YouTube Channel（页面存档备份，存于）
- Guide to California Isopods（页面存档备份，存于） Tree of Life Web Project，2008年5月可用
- Giant Isopods at WhoZoo（页面存档备份，存于）
- News Story（页面存档备份，存于） 英國錄製唱片「大王具足蟲之歌」
- 大王具足蟲絕食5年 將再度餵食（页面存档备份，存于）